# Kilari (album)
Kilari è l'album discografico della colonna sonora italiana dell'anime omonimo. L'album è stato pubblicato in CD attraverso le edicole, allegato alla rivista ufficiale da RTI Music il 15 giugno 2010. L'album contiene la sigla, cantata da Valentina Ponzone e 11 canzoni cantate dai personaggi del cartone.

## Tracce
1. Kilari – 3:11 (testo: Fabio Gargiulo, Max Longhi, Giorgio Vanni – musica: Max Longhi, Giorgio Vanni)
2. Balalaika – 3:31 (testo: Max Longhi, Giorgio Vanni – musica: Max Longhi, Giorgio Vanni)
3. Fuoco d'artificio – 3:44 (testo: Guido Morra – musica: Maurizio Fabrizio)
4. Il cuore di una star – 3:42 (testo: Angiolina Gobbi – musica: Antonio d'Ambrosio, Cristiano Macrì)
5. La speranza del cuore – 3:30 (testo: Arianna Martina Bergamaschi – musica: Alessandro Boriani)
6. Io ti troverò – 3:50 (testo: Stefano Cenci – musica: Stefano Cenci)
7. Tu sei unica – 2:46 (testo: Max Longhi, Giorgio Vanni – musica: Max Longhi, Giorgio Vanni)
8. Diventa il mio re (testo: Fausto Cogliati – musica: Fausto Cogliati)
9. Cuori all'unisono – 3:11 (testo: Angiolina Gobbi – musica: Antonio d'Ambrosio)
10. Il mio vero volto (testo: Goffredo Orlandi – musica: Goffredo Orlandi)
11. Magia d'amore (testo: Ivano Suardi – musica: Ivano Suardi)
12. Con la punta del naso (testo: Simone Mario Cattani – musica: Raffaele Rinciari)

## Produzione
- Paolo Paltrinieri – Produzione artistica e discografica
- Chiara del Vaglio – Assistenza musicale per Assim srl
- Marina Arena – Coordinamento
- Tony De Padua – Coordinamento
- Andrea Fecchio – Coordinamento
- Giuseppe Spada – Grafica
- Alberto Cutolo – Mastering al Massive Arts Studios, Milano

## Produzione e formazione dei brani
Tutti i brani
- Mary Montesano – cori
- Gabriella Vainiglia – cori
- Simona Scuto – cori

### Kilari
- Valentina Ponzone – voce
- Max Longhi – tastiera, programmazione
- Giorgio Vanni – chitarra, cori[senza fonte]
- Fabio Gargiulo – chitarra

### Balalaika
- Valentina Ponzone – voce
- Max Longhi – tastiera, programmazione
- Giorgio Vanni, Fabio Gargiulo – chitarre

### Fuoco d'artificio
- Valentina Ponzone – voce
- Goffredo Orlandi – arrangiamento, tastiera, programmazione

### Il cuore di una star
- Elena Tavernini – voce
- Antonio d'Ambrosio – tastiera, programmazione
- Cristiano Macrì – chitarre, programmazione

### La speranza del cuore
- Denise Misseri – voce
- Alessandro Boriani – tastiera, programmazione
- Gigi de Martino – basso
- Federico Paulovich – batteria

### Io ti troverò
- Daniela Rando – voce
- Stefano Cenci – tastiera, programmazione
- Claudio Trippa – chitarre

### Tu sei unica
- Antonio Divincenzo – voce
- Max Longhi – tastiera, programmazione
- Giorgio Vanni, Fabio Gargiulo – chitarre

### Diventa il mio re
- Elena Tavernini – voce
- Fausto Cogliati – tastiera, chitarre, programmazione

### Cuori all'unisono
- Antonio Divincenzo – voce
- Antonio d'Ambrosio – tastiera, chitarra, programmazione

### Il mio vero volto
- Valentina Ponzone – voce
- Goffredo Orlandi – tastiera, programmazione

### Magia d'amore
- Vera Quarleri – voce
- Ivano Suardi – tastiera, programmazione

### Con la punta del naso
- Valentina Ponzone – voce
- Vera Quarleri – voce aggiuntiva
- Raffaele Rinciari – tastiera, chitarre, programmazione
- Gigi de Martino – basso
- Federico Paulovich – batteria

## Ristampa
Nell'ottobre 2010, l'album è stato ristampato e distribuito da Edel su licenza RTI. Le differenze con la ristampa dell'album sono un titolo diverso, una copertina diversa e l'aggiunta di 5 nuovi brani (Aria, Inseparabili, Happy, Mitical light, You can fly).
1. Valentina Ponzone – Kilari (testo: Fabio Gargiulo, Max Longhi, Giorgio Vanni – musica: Max Longhi, Giorgio Vanni)
2. Vera Quarleri – Aria (testo: Marco Marrone – musica: Marco Marrone)
3. Elena Tavernini – Diventa il mio re (testo: Fausto Cogliati – musica: Fausto Cogliati)
4. Valentina Ponzone – Inseparabili (testo: Marìa del Carmen Odria – musica: Goffredo Orlandi)
5. Antonio Divincenzo – Cuori all'unisono (testo: Angiolina Gobbi – musica: Antonio d'Ambrosio)
6. Valentina Ponzone – Fuoco d'artificio (testo: Guido Morra – musica: Maurizio Fabrizio)
7. Valentina Ponzone – Happy (testo: Max Longhi, Giorgio Vanni – musica: Max Longhi, Giorgio Vanni)
8. Valentina Ponzone – Il mio vero volto (testo: Goffredo Orlandi – musica: Goffredo Orlandi)
9. Valentina Ponzone – Con la punta del naso (testo: Simone Mario Cattani – musica: Raffaele Rinciari)
10. Elena Tavernini – Il cuore di una star (testo: Angiolina Gobbi – musica: Antonio d'Ambrosio, Cristiano Macrì)
11. Denise Misseri – La speranza del cuore (testo: Arianna Martina Bergamaschi – musica: Alessandro Boriani)
12. Vera Quarleri – Magia d'amore (testo: Ivano Suardi – musica: Ivano Suardi)
13. Antonio Divincenzo – Mitical light (testo: Angiolina Gobbi – musica: Antonio d'Ambrosio)
14. Antonio Divincenzo – Tu sei unica (testo: Max Longhi, Giorgio Vanni – musica: Max Longhi, Giorgio Vanni)
15. Daniela Rando – Io ti troverò (testo: Stefano Cenci – musica: Stefano Cenci)
16. Valentina Ponzone – Balalaika (testo: Max Longhi, Giorgio Vanni – musica: Max Longhi, Giorgio Vanni)
17. Simona Scuto – You can fly (testo: Daniela de Marchi, Susanna Balbarani – musica: Maurizio Bianchini, Graziano Pegoraro)

### Aria
- Marco Marrone – registrazione presso Markhouse Studio, Pescara

#### Inseparabili
- Goffredo Orlandi – tastiera, programmazione

#### Happy
- Max Longhi – tastiera, programmazione
- Giorgio Vanni, Fabio Gargiulo – chitarre

#### Mitical light
- Antonio d'Ambrosio – tastiera, programmazione

#### You can fly
- Maurizio Bianchini – tastiera, programmazione